# Songthela zhongpo
Espèce
Songthela zhongpo est une espèce d'araignées mésothèles de la famille des Liphistiidae.

## Distribution
Cette espèce est endémique du Hunan en Chine,. Elle se rencontre dans le district de Hecheng.

## Description
Le mâle holotype mesure 13,53 mm et la femelle paratype 9,32 mm.

## Systématique et taxinomie
Cette espèce a été décrite par Zhang et Xu en 2023.

## Étymologie
Son nom d'espèce lui a été donné en référence au lieu de sa découverte, le parc de la forêt de Zhongpo.

## Publication originale
- Zhang, Chen, Li & Xu, 2023 : « Three new species of the primitively segmented spider genus Songthela (Mesothelae, Liphistiidae, Heptathelinae) from Hunan Province, China. » ZooKeys, vol. 1154, p. 17-31 (texte intégral).